# Thinicola incana
Thinicola là một chi đậu trong phân họ Faboideae, chỉ gồm một loài duy nhất Thinicola incana, xuất hiện ở Australia.